# Gare de Saint-Jean-d'Iberville
La gare de Saint-Jean-d'Iberville est une ancienne gare ferroviaire située à Saint-Jean-sur-Richelieu au Québec, Canada. Elle a été construite en 1890 par le Grand Tronc. Elle a été désignée lieu historique national du Canada en 1976. Elle sert maintenant de bureau d'information touristique.

## Histoire

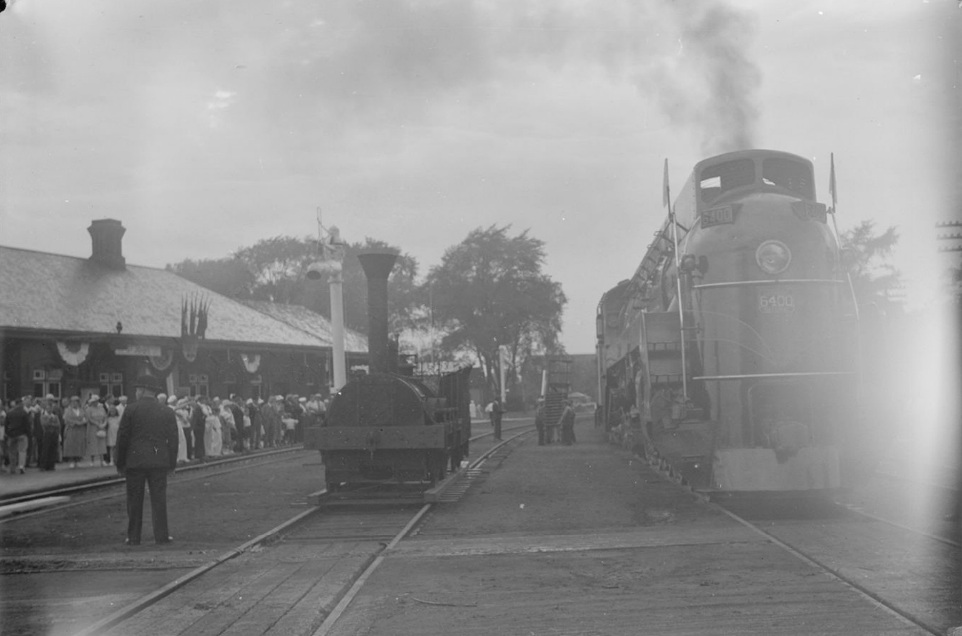
La gare en 1936 pour le de la circulation d'un train au Canada

Selon une plaque commémorative sur les lieux : « son architecture est typique des petites gares de l’époque, avec le toit à croupes, l’avant-toit et les agencements décoratifs de la brique, qui donnent une impression générale d’horizontalité. »